# Георг фон Хесен-Касел (1691–1755)
Георг фон Хесен-Касел (на немски: Georg von Hessen-Kassel; * 8 януари 1691 в Касел; † 5 март 1755 в Касел) е принц, ландграф от Хесен-Касел и пруски генерал.
Тя е най-малкият син на ландграф Карл фон Хесен-Касел (1654 – 1730) и съпругата му Мария Амалия от Курландия (1653 – 1711), дъщеря на Якоб Кетлер (1610 – 1682), херцог на Курландия, и Луиза Шарлота фон Бранденбург (1617 – 1676). Най-големият му брат Фридрих I (1676 – 1751), ландграф на Хесен-Касел и от 1730 г. крал на Швеция.

Георг получава за издръжката си земите Валтерсбрюк и Фьолкерсхаузен. Военното си учение получава при крал Фридрих Вилхелм I от Прусия. На 11 януари 1714 г. той става пруски генерал-вагенмайстер и през 1723 г. пруски генерал-лейтенант и губернатор на Минден. През 1730 г. той напуска пруската си служба и по-късно става шведски фелдмаршал-лейтенант, генерал на хесенските войски и императорски генерал-лейтенант.
Той посещава често в Стокхолм по-големия си брат крал Фридрих I от Швеция, който на 13 януари 1731 г. го прави шведски генерал-лейтенант. На 20 декември 1734 г. той става императорски фелдцойгмайстер. Брат му, ландграф Вилхелм VIII фон Хесен-Касел, го номинира на 12 август 1741 г. за генерал-фелдмаршал.
Георг умира неженен и бездетен на 64 години на 5 март 1755 г. в Касел.